# Kurna (waterbassin)

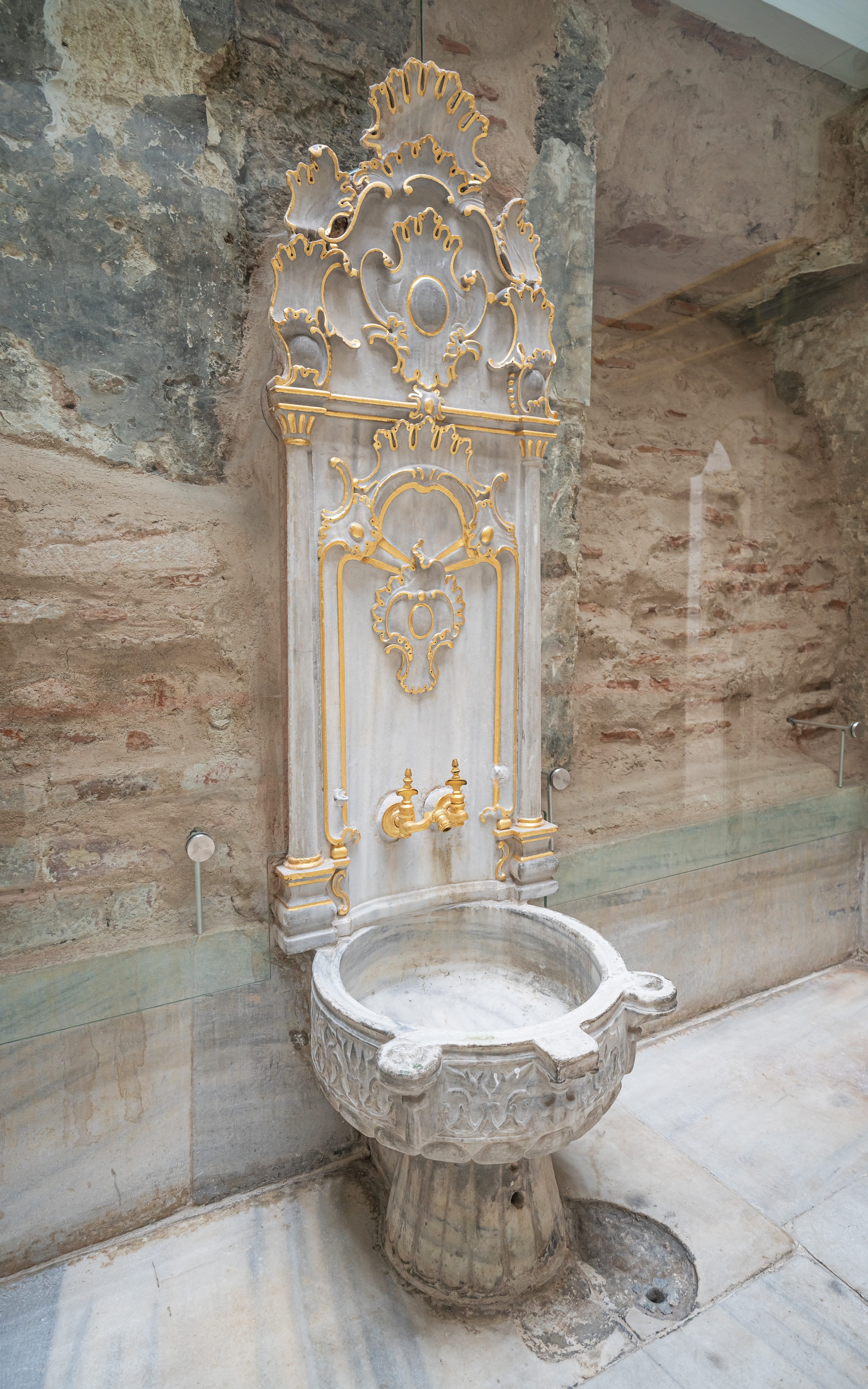
Een kurna

Een kurna is een kleine stenen waterbassin met een waterkraantje in een hamam. In de hararet (hete ruimte) bevinden zich meerdere kurnas, die gevuld kunnen worden met koud of heet water. Ze worden gebruikt bij het overgieten en wassen van het lichaam. Daarbij moet gelet worden, dat er geen zeep in het bassin terechtkomt. Ze worden vooral gebruikt door baders die zichzelf wassen en inzepen, omdat dit goedkoper is dan dat ze dit door een tellak laten doen.